# 潘文渊
潘文渊（英語：Wen-Yuan Pan，1912年8月27日—1995年1月3日），生於中華民國江苏省苏州市，電子學學者與半導體工程師，為台灣早期半導體產業發展做出傑出巨大貢獻。

## 生平
江苏苏州人，1931年毕业于秀州中学，1935年从上海交通大學電機系畢業，1937年，公費赴美國史丹福大學留學，1940年獲得博士學位，美国科学促进会会员。曾为台湾电子产业的发展提出不少建议，讓胡定華因此尊稱他為「台灣半導體之父」。
1974年，時任美國無線電公司（Radio Corporation of America，RCA）微波研究室主任的潘文淵受到電信總局局長方賢齊等人的邀請回台，對當時台灣提出新的產業發展方向。他對行政院祕書長費驊與經濟部長孫運璿等人提出發展積體電路技術做為未來台灣新興工業發展方向，以技術密集的工業區位取代過去加工出口區式的勞力密集工業區位。他說服了當時中華民國的行政院長蒋经国，而獲得上千萬美元的經費進行技術移轉。
1968年，他與孫運璿、李國鼎等人發起以海外華人為主要成員的電子技術顧問委員會（Technical Advisory Committee，TAC）成立，由潘文淵擔任領導人，提供台灣發展電子工業的技術諮詢。
1995年1月3日，在美病逝，享年83歲，同年10月4日獲中華民國李登輝總統頒贈褒揚令。1996年，工研院為紀念台灣「積體電路之父」，於工研院內成立「潘文淵文物紀念館」，並由胡定華等人發起成立「潘文淵文教基金會」 （页面存档备份，存于）。

## 潘文渊奖
為表揚長期對我國科技產業發展之開拓或推展有傑出、卓越貢獻之終身成就獎，潘文淵文教基金會於2001年（積體電路技術引進台灣25週年）時設立。